# Хирлеу
Хирлеу (рум. Hârlău) — місто у повіті Ясси в Румунії. Адміністративно місту також підпорядковане село Пирковач (населення 3461 особа, 2002 рік).
Місто розташоване на відстані 338 км на північ від Бухареста, 59 км на північний захід від Ясс.

## Населення
За даними перепису населення 2002 року у місті проживали 11 268 осіб.
Національний склад населення міста:
| Національність   | Кількість осіб | Відсоток |
| ---------------- | -------------- | -------- |
| румуни           | 10761          | 95,5%    |
| цигани           | 484            | 4,3%     |
| євреї            | 10             | 0,1%     |
| греки            | 3              | < 0,1%   |
| угорці           | 2              | < 0,1%   |
| росіяни-липовани | 2              | < 0,1%   |
| німці            | 1              | < 0,1%   |
| серби            | 1              | < 0,1%   |
| поляки           | 1              | < 0,1%   |

Рідною мовою назвали:
| Мова             | Кількість осіб | Відсоток |
| ---------------- | -------------- | -------- |
| румунська        | 10855          | 96,3%    |
| циганська        | 397            | 3,5%     |
| єврейська (їдиш) | 8              | 0,1%     |
| грецька          | 4              | < 0,1%   |
| угорська         | 1              | < 0,1%   |
| німецька         | 1              | < 0,1%   |
| російська        | 1              | < 0,1%   |
| сербська         | 1              | < 0,1%   |

Склад населення міста за віросповіданням:
| Релігія            | Кількість осіб | Відсоток |
| ------------------ | -------------- | -------- |
| православні        | 11143          | 98,9%    |
| римо-католики      | 50             | 0,4%     |
| п'ятдесятники      | 19             | 0,2%     |
| юдеї               | 10             | 0,1%     |
| адвентисти         | 5              | < 0,1%   |
| бретрени           | 3              | < 0,1%   |
| реформати          | 1              | < 0,1%   |
| греко-католики     | 1              | < 0,1%   |
| атеїсти            | 1              | < 0,1%   |
| не вказали релігію | 3              | < 0,1%   |

## Зовнішні посилання
- Дані про місто Хирлеу на сайті Ghidul Primăriilor